# 栃木県立宇都宮清陵高等学校
栃木県立宇都宮清陵高等学校（とちぎけんりつうつのみやせいりょうこうとうがっこう）は、栃木県宇都宮市竹下町に所在する公立の高等学校。

## 概要
設置学科
全日制課程普通科
栃木県教育委員会は第3期県立高校再編計画案で、2027年度に当校の全日制課程の募集を終了し、定時制・通信制課程を持つ単位制のフレックスハイスクールに改編する案を提示している。
歴史
1985年（昭和60年）に創立。清原テクノポリス地域近辺に位置し、他の普通科高校よりも科学技術の教育が充実している。2015年（平成27年）に創立30周年を迎えた。
校名の由来
地域の名称「清原」に、「陵」の文字を加えて「清陵」という校名となった。
校訓
「より広く、より深く、そしてより高く」
校章
坂本巨摩紀によるデザイン。宇都宮の頭文字「う」を図案化したもので、その上に「高」の文字を置いている。
校歌
作詞は渡辺幹雄、作曲は坂本勉による。歌詞は3番まであり、各番に校名の「宇都宮清陵高校」が入っている。
制服
冬服はブレザー・ネクタイ。

## 沿革
- 1984年（昭和59年） - 栃木県立宇都宮地区高校（仮称）開設準備室が栃木県立宇都宮北高等学校内に設置される。
- 1985年（昭和60年）
  - 4月1日 - 「栃木県立宇都宮清陵高等学校」（現校名）が開校。
  - 4月6日 - 第1回入学式を挙行。
- 1988年（昭和63年）5月24日 - 創立記念式典を挙行。以後この日を創立記念日とすることに決定。
- 1993年（平成5年）5月 - 栃木県教育委員会から学習指導実験学校の指定を受ける（1994年（平成6年）まで）。全国花いっぱいコンクール県コミュニティ協会優秀賞受賞。
- 1994年（平成6年）10月 - 日本学校体育研究連合会から表彰を受ける。
- 1996年（平成8年）5月 - 文部省武道指導推進校の指定を受ける（1998年（平成10年）まで）。
- 1998年（平成10年）7月 - ものづくり体験教室事業を実施。

## 学校行事
- 4月 - 入学式
- 5月 - 生徒総会、創立記念講演会、球技大会
- 6月 - 進路講演会、カレッジインターンシップ（3年）、芸術鑑賞会
- 7月 - 合唱コンクール、学習合宿（1年）
- 8月 - 中学生対象一日体験学習
- 9月 - 清陵祭
- 10月 - 修学旅行、井頭公園遠足
- 11月 - カレッジインターンシップ（2年）
- 1月 - 小倉百人一首かるた大会
- 3月 - 卒業式、卒業生による進路講話、学習合宿（2年）

## 部活動
運動部
- サッカー部（男）
- テニス部
- 野球部（男）
- 陸上競技部
- バスケットボール部
- 卓球部
- バレーボール部
- 剣道部
- 柔道部
- 水泳部
- バドミントン部

文化部
- 吹奏楽部
- 写真部
- 茶道部
- アート部
- 国際理解部
- 理科部
- 演劇部
- 書道・文芸部
- JRC
- 科学研究部
- 料理研究部
- 筝曲部

同好会
- 弓道同好会

## 出身有名人
- 羽石杏奈[4] - 女優、プロトラベラー

## 交通
最寄りの鉄道駅
- JR東日本 - 宇都宮線宇都宮駅
- 宇都宮ライトレール - 宇都宮芳賀ライトレール線清陵高校前停留場[注 2]

最寄りの国道・県道
- 国道123号
- 国道408号

## 周辺
- 作新学院大学・同女子短期大学部
- 宇都宮市立清原中学校
- 宇都宮清原工業団地
- 宇都宮清原球場